# Орбітальна астрономічна обсерваторія
Орбітальна астрономічна обсерваторія (англ. Orbiting Astronomical Observatory, OAO) — це серія автоматизованих астромонічних обсерваторій, що була розміщена на низькій навколоземній орбіті та керувалася з землі, запущених NASA між 1966 та 1972 роками, під керівництвом начальника відділу астрономії NASA Ненсі Грейс Роман. Ці обсерваторії забезпечили перші високоякісні спостереження багатьох об'єктів в ультрафіолетовому світлі. Попри те, що дві місії OAO були невдалими, успіх двох інших наочно продемонстрував переваги космічних обсерваторій, які стали прямими предками телескопів Хаббл, Чандра, Swift, Кеплер, FUSE, GALEX та багатьох інших астрономічних супутників.

## ОАО-1

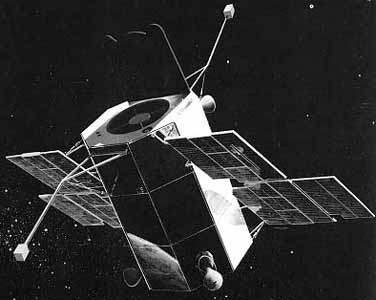
Ілюстрація орбітальної астрономічної обсерваторії 1

OAO-1 (Orbiting Astronomical Observatory 1) був супутником на сонячних батареях, призначеним для проведення точних астрономічних спостережень і вимірювання характеристик поглинання та випромінювання зірок, планет, туманностей і міжпланетних і міжзоряних середовищ. Супутник мав прилади для виявлення ультрафіолетових, рентгенівських та гамма-променів. OAO-1 був запущений 8 квітня 1966 року на номінальну майже ідеальну кругову орбіту і працював за планом протягом перших 7 хвилин після відриву. Подальша висока напруга дуги та розряд батареї призвели до того, що місію було припинено як невдалу 10 квітня 1966 року після 20 орбіт без активації експериментів. Основні проблеми пояснювалися збоями в системі живлення та високою напругою дуги в зоряних трекерах. Космічний корабель вийшов з-під контролю, тому сонячні батареї не могли бути розгорнуті для підзарядки акумуляторів, які забезпечували б енергією електричне та електронне обладнання на борту.

## ОАО-2

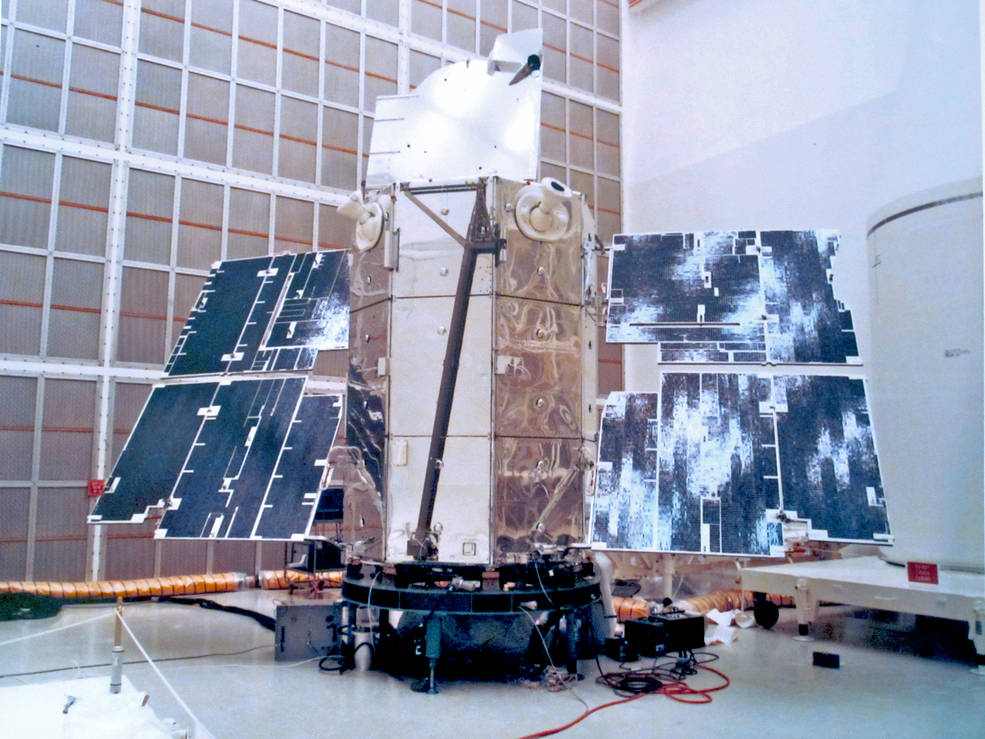
Техніки в чистій кімнаті перевіряють OAO 2 перед запуском місії 7 грудня 1968 року.

OAO-2 (Orbiting Astronomical Observatory 2), також відома як Звіздар (Stargazer) була першою астрономічною обсерваторією загального призначення в космосі. Вона була запущена 7 грудня 1968 року і несла 11 ультрафіолетових телескопів. OAO-2 провела майже 22 560 вимірювань протягом понад чотирьох років експлуатації (до січня 1973 року) і сприяла багатьом значним астрономічним відкриттям. Серед них було те, що молоді гарячі зірки були гарячішими, ніж вказували теоретичні моделі того часу, підтвердили, що комети оточені величезними хмарами водню, і виявили цікаву особливість міжзоряного середовища, для розуміння якої знадобились десятиліття.

## ОАО-B
OAO-B (Orbiting Astronomical Observatory B) мала систему скануючого спектрометра із середньою роздільною здатністю та 97-сантиметровий (38-дюймовий) ультрафіолетовий телескоп Кассегрена, який мав надати спектри більш тьмяних об'єктів, ніж ті, які можна було спостерігати раніше. Супутник був запущений 30 листопада 1970 року з «найбільшим космічним телескопом який коли-небудь запускався», але так і не вийшов на орбіту. Через дев'яносто хвилин після зльоту космічне агентство оголосило про несправність. Обтічник корисного вантажу ракети не відокремився належним чином під час підйому, і його надмірна вага не дозволила ступені «Кентавр» досягти орбітальної швидкості. Кентавр і OAO знову увійшли в атмосферу і розпалися, знищивши проєкт вартістю 98 мільйонів доларів. Пізніше катастрофу було пов'язано з дефектом вибухової зарядки вартістю 100 доларів, яка не спрацювала.

## ОАО-3 (Коперник)

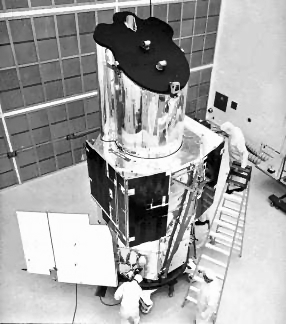
ОАО-3 в чистій кімнаті.

OAO-3 (Orbiting Astronomical Observatory 3 Copernicus), також відома як Коперник, була другим успішним космічним апаратом у програмі OAO, який спостерігав небесну сферу над земною атмосферою. УФ-телескоп зі спектрометром вимірював спектри високої роздільної здатності зірок, галактик і планет з основним акцентом на визначенні міжзоряних ліній поглинання. Три рентгенівські телескопи Wolter типу та пропорційний лічильник з простою колімаційною трубкою забезпечили вимірювання небесних джерел рентгенівського випромінювання та міжзоряного поглинання від 1 до 100 А.
Детектор рентгенівського випромінювання був наданий Лабораторією космічної науки Малларда Університетського коледжу Лондона, а 80-сантиметровий УФ-телескоп був створений Прінстонським університетом під керівництвом Лаймана Спітцера. Місія також використовувала нову інерціальну систему відліку, розроблену Массачусетським технологічним інститутом.
OAO-3 був запущений 21 серпня 1972 року і виявився найуспішнішим з OAO місій. Це було спільним зусиллям NASA та Науково-дослідницької ради Великобританії, нині відомої як Науково-технічна дослідницька рада (Science and Engineering Research Council, SERC). Після запуску він був названий Коперником на честь 500-річчя від дня народження Миколи Коперника в 1473 році.
Космічний корабель OAO-3 являв собою алюмінієву конструкцію восьмикутної форми з порожнистою центральною трубчастою зоною 1,21 метра, в якій розміщувався експериментальний контейнер. Сонячні панелі були встановлені з боків космічного корабля під кутом 34 градуси і мали площу 38,2 квадратних метрів. Сонцезахисна перегородка, яка захищала обладнання, збільшила довжину космічного корабля до 4,9 м.
Коперник працював до лютого 1981 року (9,5 роки) і повернув спектри високої роздільної здатності сотень зірок разом із великими рентгенівськими спостереженнями. Серед важливих відкриттів, зроблених Коперником, було відкриття кількох довгоперіодичних пульсарів, таких як X Персея, які мали інтервал між повторенням імпульсів у кілька хвилин (звичайний період повторення імпульсу для пульсара становить секунди або долі секунд), а також підтвердження того, що більша частина водню в міжзоряних газових хмарах існувала в молекулярній формі.

## Запуски
- OAO-1: Atlas-Agena D зі стартового комплексу 12, мис Канаверал, Флорида[4].
- OAO-2, OAO-B і Copernicus (OAO-3): Atlas-Centaur зі стартового комплексу 36, мис Канаверал, Флорида[5][7][13].

## У популярній культурі
- У першому сезоні космічної драми про альтернативну історію «Для всього людства» місія з ремонту супутника, схожого на OAO, була первісною метою місії «Аполлон-25», а на емблемі місії з'явилася концепція художника OAO-1.